# Monobremia rishikeshnis
Monobremia rishikeshnis är en tvåvingeart som beskrevs av Grover 1979. Monobremia rishikeshnis ingår i släktet Monobremia och familjen gallmyggor. Inga underarter finns listade i Catalogue of Life.